# Essaye
Albums de Pierre Bachelet
30 ans
Essaye est le 14e et dernier album studio de Pierre Bachelet, sorti le 24 novembre 2008 chez Papa Bravo (Sony BMG Music Entertainment).
Album posthume, il a été enrengistré en 2004 qui est réalisé par sa veuve, Fanfan Bachelet, et son collaborateur Jean-Luc Spagnolo. Il comprend 9 chansons inédites (dont l'une est reprise deux fois) et 3 chansons réorchestrées (Sans toi, Les Corons et Emmanuelle).

## Liste des titres
| No  | Titre                                                                                 | Paroles                           | Musique           | Durée |
| --- | ------------------------------------------------------------------------------------- | --------------------------------- | ----------------- | ----- |
| 1.  | On y va quand-même                                                                    | Jean-Pierre Lang                  | Pierre Bachelet   | 4:28  |
| 2.  | Oh, mes jours qui passez                                                              | Michel Rivgauche                  | Pierre Bachelet   | 4:00  |
| 3.  | Essaye                                                                                | Gilles Galice                     | Pierre Bachelet   | 3:26  |
| 4.  | Nos chemins                                                                           | Jean-Pierre Lang                  | Pierre Bachelet   | 2:59  |
| 5.  | Je m'envole (avec les Petits chanteurs d'Aix-en-Provence)                             | Françoise Bachelet                | Pierre Bachelet   | 3:12  |
| 6.  | Sans toi                                                                              | Jean-Luc Spagnolo-Pierre Bachelet | Jean-Luc Spagnolo | 3:40  |
| 7.  | Vous dansez mademoiselle ?                                                            | Pierre Bachelet                   | Pierre Bachelet   | 3:44  |
| 8.  | Ceux qui se trouvent                                                                  | Jean-Pierre Lang                  | Pierre Bachelet   | 3:31  |
| 9.  | Depuis que tu m'oublies                                                               | Françoise Bachelet                | Pierre Bachelet   | 4:08  |
| 10. | Le Plus Jolie Chose                                                                   | Michel Rivegauche                 | Pierre Bachelet   | 3:37  |
| 11. | On y va quand-même (Midnight remix)                                                   | Jean-Pierre Lang                  | Pierre Bachelet   | 4:42  |
| 12. | Les Corons (bonus track, avec les supporters du RC Lens et la Chorale de Vieux Condé) | Jean-Pierre Lang                  | Pierre Bachelet   | 3:59  |
| 13. | Emmanuelle (chanson cachée)                                                           | Pierre Bachelet                   | Pierre Bachelet   | 3:42  |

## Single extrait de l'album
- Essaye / Les Corons (promo)

## Classements
| Pays                   | Meilleure position | Entrée           | Sortie          |
| ---------------------- | ------------------ | ---------------- | --------------- |
| France                 | 32                 | 29 novembre 2008 | 18 avril 2009   |
| Belgique (Francophone) | 76                 | 13 décembre 2008 | 17 janvier 2009 |